# Âm nhạc Nhật Bản
Âm nhạc Nhật Bản bao gồm nhiều thể loại với nhiều cách thể hiện khác nhau trong cả âm nhạc hiện đại lẫn truyền thống. Âm nhạc trong tiếng Nhật gọi là 音楽 (ongaku), là sự kết hợp của 2 từ kanji 音 "On" (âm thanh) với kanji 楽 "gaku" (thưởng thức). Nhật Bản là thị trường băng đĩa lớn nhất thế giới, với 2 tỷ đô vào năm 2014 và là thị trường âm nhạc lớn thứ 2 với tổng doanh thu bán lẻ vào năm 2014 là 2,6 tỷ đô – chủ yếu là nghệ sĩ quốc nội với 37 trên 50 album bán chạy nhất và 49 trên 50 đĩa đơn bán chạy nhất vào năm 2014.
Âm nhạc địa phương thường xuất hiện tại các địa điểm karaoke, được thuê từ các hãng thu âm. Âm nhạc truyền thống của Nhật hơi khác với phương Tây ở chỗ chúng thường dựa trên khoảng dừng khoảng nghỉ của lấy hơi hơn là căn chính xác thời gian.

## Âm nhạc truyền thống và dân gian
Có hai hình thức âm nhạc được công nhận là cổ nhất của âm nhạc truyền thống Nhật Bản. Đó là shōmyō (声明 hay 聲明 Thanh minh) hay Phật hát, và gagaku (雅楽 Nhã nhạc) hay dàn âm nhạc triều đình (nhã nhạc Nhật Bản), cả hai đều có lịch sử từ thời Nara và Heian. Gagaku là loại ca nhạc cổ được biểu diễn trong cung điện hoàng gia từ thời Heian. Kagura-uta (神楽歌 Thần nhạc ca), Azuma-asobi(東遊 Đông du) và Yamato-uta (大和歌 Đại Hoà ca) là các tiết mục địa phương. Tōgaku (唐楽 Đường nhạc) và komagaku xuất phát từ thời nhà Đường của Trung Quốc thông qua bán đảo Triều Tiên. Thêm vào đó, gagaku chia ra làm kangen (管弦 Quản huyền) (âm nhạc nhạc cụ) và bugaku (舞楽 Vũ nhạc) (nhảy đi kèm với gagaku).
Bắt nguồn từ đầu thế kỷ 13 chính là honkyoku (本曲 "bản gốc"). Có bản chơi đơn là shakuhachi (尺八) được chơi bởi các nhà sư của trường thiền Fuke của phái phật Sơn. Những thầy tu này, gọi là komusō ("hư vô tăng"), chơi honkyoku để xin bố thí và sự khai sáng. Trường Fuke đã ngừng hoạt động từ thế kỷ 19 nhưng các bản viết và truyền miệng của honkyoko vẫn còn tiếp tục cho đến ngày nay, mặc dù thường xuất hiện trong bối cách các buổi biểu diễn. Các samurai vẫn thường nghe và tham gia biểu diễn trong các hoạt động âm nhạc này và qua đó làm phong phú thêm cho cuộc sống và hiểu biết của mình.

## Vài nét về âm nhạc vùng Okinawa
Âm nhạc Okinawa (沖縄音楽 Okinawa ongaku) là âm nhạc gắn liền với quần đảo Okinawa ở tây nam Nhật Bản. Ở Nhật Bản hiện đại, nó cũng có thể đề cập đến truyền thống âm nhạc của tỉnh Okinawa, bao gồm quần đảo Miyako và quần đảo Yaeyama ngoài quần đảo Okinawa. Nó có nguồn gốc từ truyền thống âm nhạc lớn hơn của Quần đảo phía Nam.
Một sự phân đôi được người dân Okinawa chấp nhận rộng rãi là việc tách các truyền thống âm nhạc thành koten (cổ điển) và min'yō (dân gian). Okinawa từng được cai trị bởi vương quốc Ryūkyū tập trung cao độ. Tầng lớp samurai ở thủ đô Shuri đã phát triển nền văn hóa cao của mình trong khi họ thường xuyên đàn áp văn hóa dân gian ở các vùng nông thôn. Nhà âm nhạc học Susumu Kumada đã thêm một thể loại khác, "âm nhạc đại chúng", để mô tả các bài hát xuất hiện sau khi vương quốc bị bãi bỏ vào năm 1879.

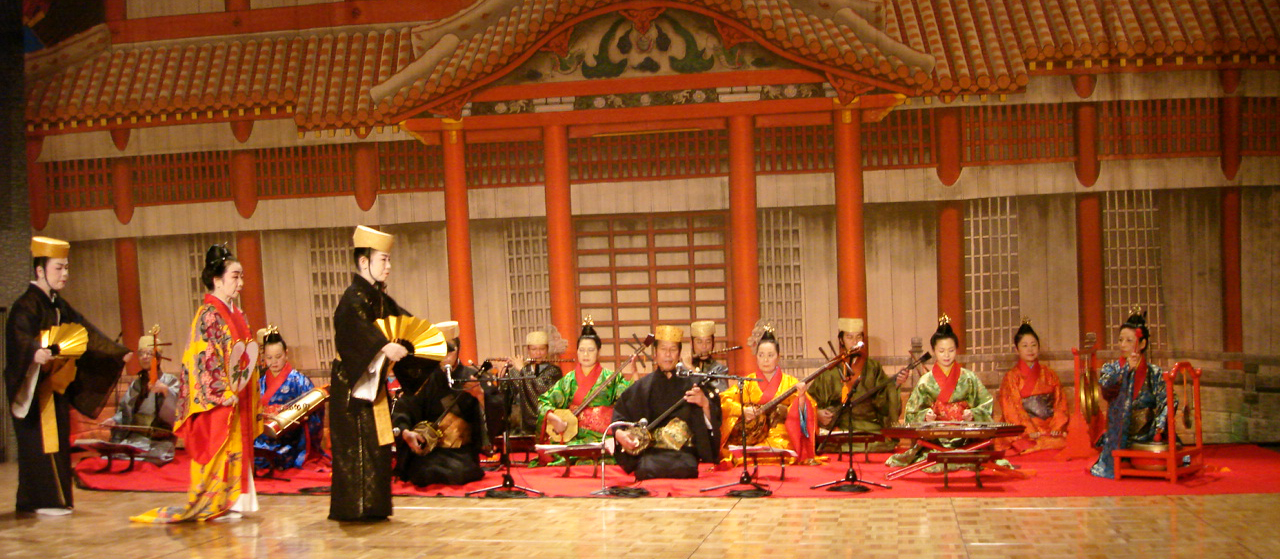
Uzagaku - nhã nhạc vùng Lưu Cầu

Nhã nhạc Lưu Cầu hay Lưu Cầu cổ nhạc (琉球 古典音楽, Ryūkyū koten ongaku) là âm nhạc cung đình của vùng Lưu Cầu. Uzagaku (御座 楽 Ngự toạ nhạc) là loại nhạc thính phòng truyền thống của cung điện hoàng gia tại thành  Shurijo. Nó được thực hiện bởi các quan chức như nhiệm vụ chính thức.
Kết cấu về cơ bản là dị âm sử dụng một dòng giai điệu. Mỗi nhạc cụ đệm được chuyển đổi chơi một biến thể đồng thời, âm giai nhạc vùng Okinawa có nét tương đồng với âm nhạc vùng Tây Nguyên ở Việt Nam.
Âm nhạc từ Okinawa sử dụng cấu trúc âm sắc khác với âm nhạc từ lục địa Nhật Bản và Amami nói riêng về nội dung quãng của các thang âm được sử dụng.
Ví dụ, thang âm ngũ cung trưởng được sử dụng ở Nhật Bản đại lục, sử dụng thang độ 1, 2, 3, 5 và 6, còn được gọi là Đồ, Rê, Mi, Sol và La trong hệ thống Kodály của solfeggio. Cấu trúc này tránh các khoảng thời gian nửa bước bằng cách loại bỏ các thang độ thứ tư và thứ bảy.
Ngược lại, âm nhạc từ Okinawa rất phong phú trong nửa cung. Các cấu trúc phổ biến được sử dụng trong âm nhạc Okinawa là thang âm ngũ cung sử dụng thang độ 1, 3, 4, 5, 7, hoặc Đồ, Mi, Fa, Sol, Si, hoặc thang âm lục với việc bổ sung thang độ thứ hai, 1, 2, 3, 4, 5, 7, hoặc Đồ, Rê, Mi, Fa, Sol, Si. Nửa bước xảy ra giữa bậc thứ ba và thứ tư (Mi và Fa), cũng như bậc thứ bảy và thứ nhất (Si và Đô). Đặc biệt, khoảng từ 7 đến 1, hoặc Si tới Đô là rất phổ biến. Một giai điệu dân gian thường có thể được công nhận là của Okinawa bằng cách ghi nhận sự hiện diện của quãng này.

## Nhạc cụ truyền thống

### Đàn tỳ bà Nhật - biwa

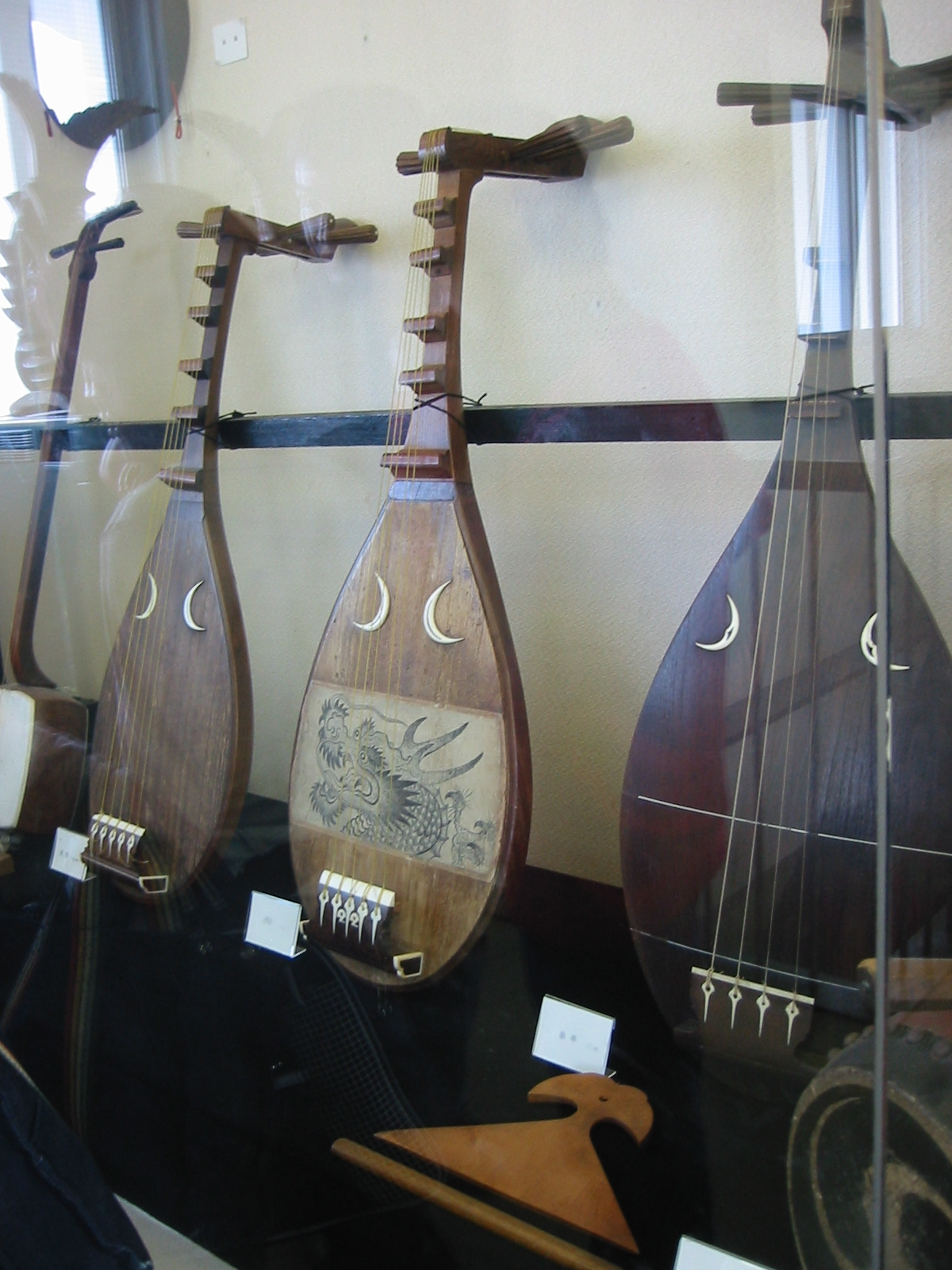
Đàn Biwa.

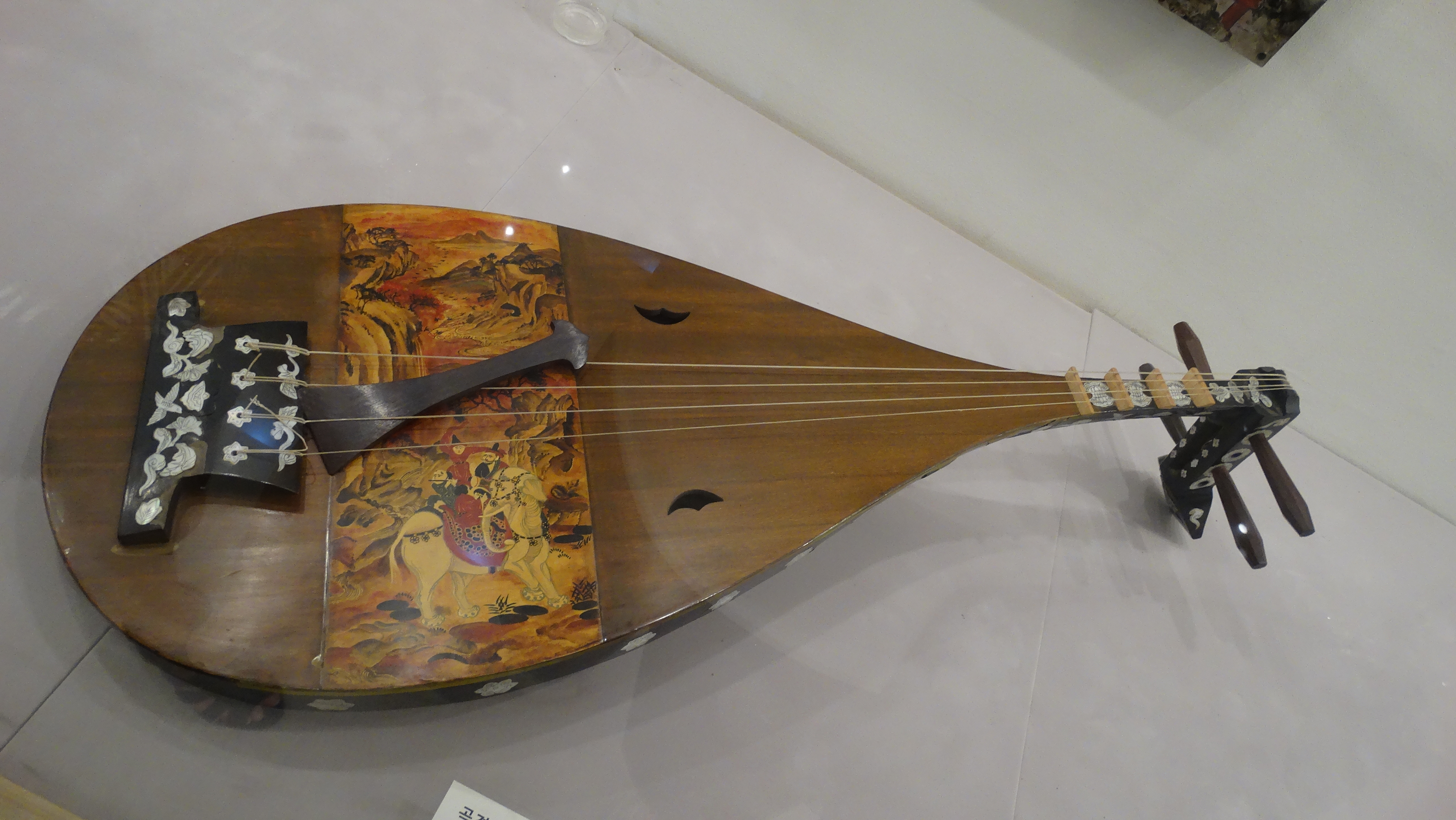
Gakubiwa - Tỳ bà dùng trong Nhã nhạc

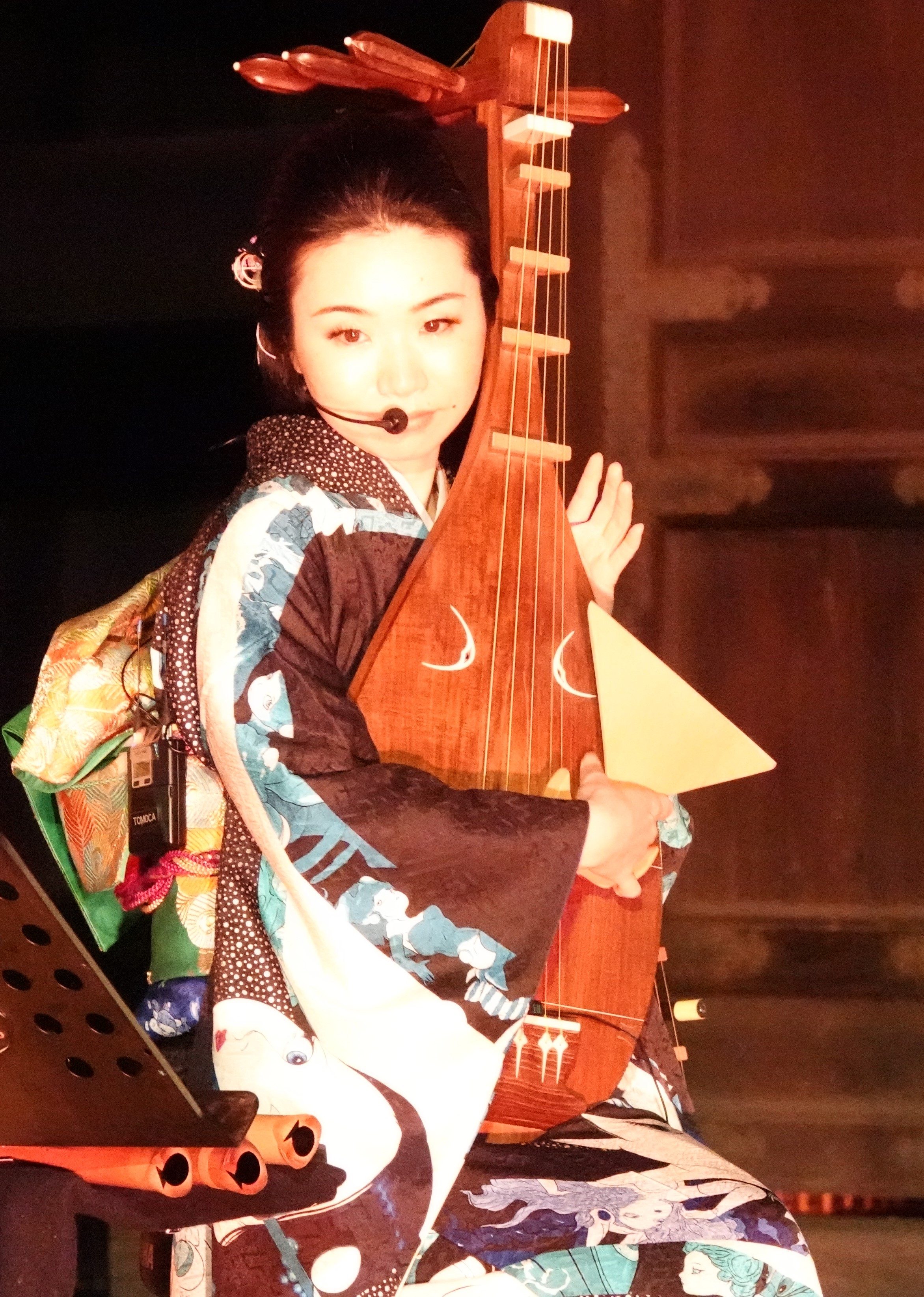
Nagasu Tomoka - ca sĩ của nhóm Rin' chơi đàn biwa

Biwa (kanji:琵琶), một loại đàn tỳ bà cổ ngắn có phím gắn trên cổ và gảy bằng miếng bachi (miếng gảy tam giác), được chơi bởi những người nghệ sĩ lang thang (biwa hōshi) (琵琶法師- tỳ bà pháp sư), và các bài hát thì như những câu chuyện, gọi là hát kể đi kèm diễn tấu tỳ bà. 
Biwa có âm thanh kết hợp của đàn sitar Ấn Độ và shamisen.
Truyện nổi tiếng nhất là Heike truyền kỳ, một câu truyện về chiến thắng oanh liệt của nhà Minamoto trước nhà Taira.Biwa hōshi bắt đầu tổ chức thành những hội (tōdō) cho nhưng người trông có vẻ yếu ớt vào đầu thế kỷ 13. Hiệp hội này cuối cùng cũng nắm giữ phần lớn của nền văn hóa âm nhạc Nhật Bản. Biwa trở thành nhạc cụ truyền thống Nhật.
Thêm vào đó, nhiều nhóm nhạc công mù nhỏ lẻ khác được thành lập ở khu vực Kyushu. Những nhạc công đó, được gọi là mōsō (盲僧- manh tăng - tức thầy tu mù) đi quanh khu vực địa phương và thi hành nhiều hoạt động tôn giáo và bán tôn giáo để trừ tà và mang lại sức khỏe và may mắn. Họ cũng duy trì các tiết mục thuộc thể loại cổ. Biwa mà họ chơi nhỏ hơn nhiều so với chiếc Heike biwa (平家琵琶 Bình gia tỳ bà) được chơi bởi những nhạc công biwa hōshi.
Nhà văn Làccadiio Hearn đã đề cập trong cuốn Kwaidan: những câu truyện và nghiên cứu về điều dị thường "Mimi-nashi Hoichi" (Hoichi không tai), một câu truyện ma Nhật Bản về một nhạc công biwa hōshi biểu diễn bài "Heike truyền kỳ".
Những ca nương mù, được gọi là goze (瞽女), cũng đi khắp vùng đất từ thời trung cổ diễn tấu tỳ bà, hát kể đi kèm với chơi trống. Từ thế kỷ mười bảy họ vẫn thường chơi đàn koto hay shamisen. Các tổ chức Goze xuất hiện trên khắp vùng, và tồn tại cho đến ngày nay tại tỉnh Niigata.

### Taiko

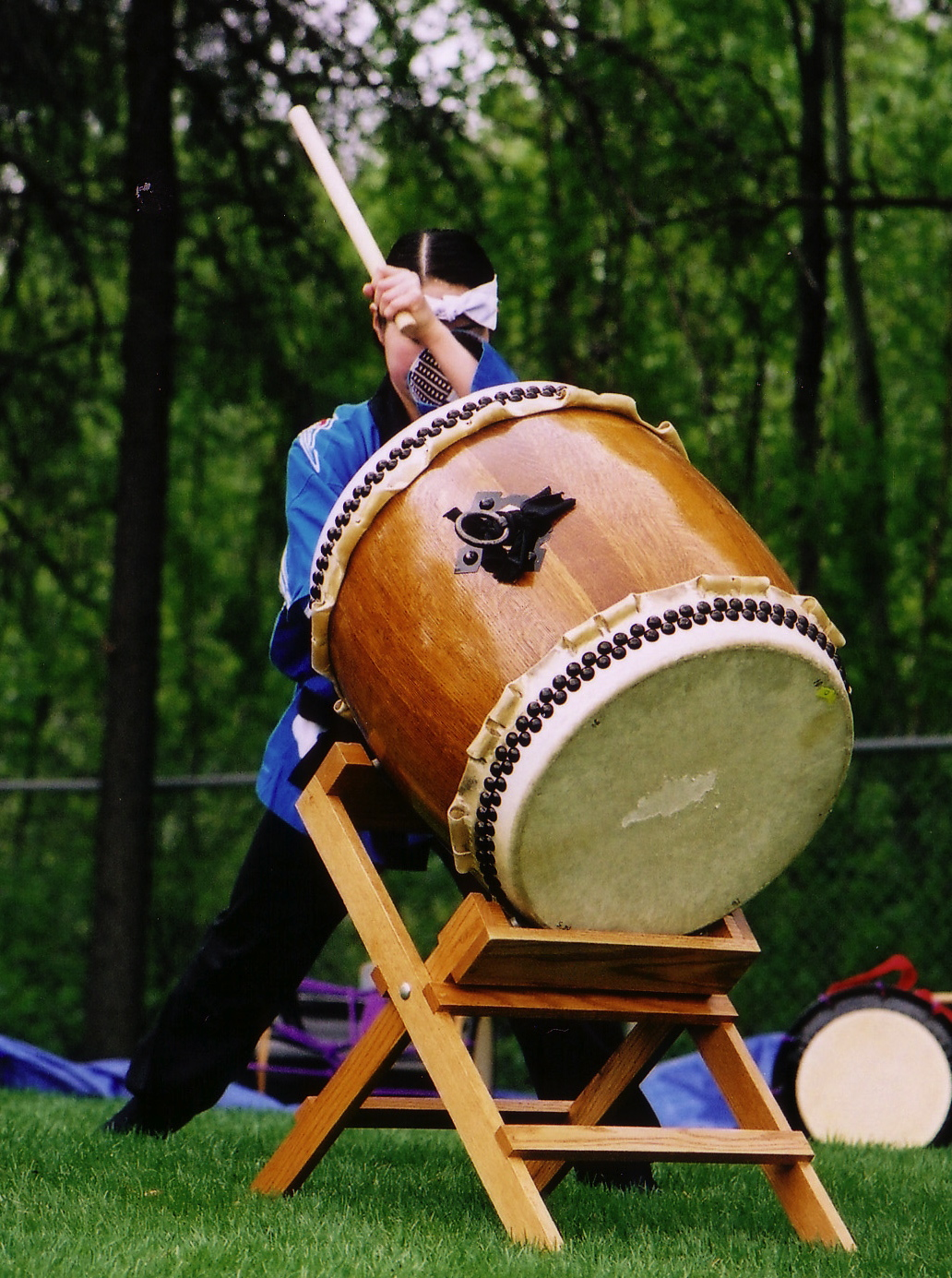
Trình diễn Taiko

Taiko (太鼓) là một loại trống Nhật Bản có nhiều kích thước khác nhau và được sử dụng để chơi nhiều thể loại nhạc. Chúng đang trở nên nổi tiếng trong mấy năm trở lại đây do là nhạc cụ chính của tiết mục đồng diễn dựa trên nhiều điển tích và nhạc lễ hội thời xưa.Những bài trống Taiko đồng diễn trên trống lớn được gọi là kumi-daiko. Mặc dù nguồn gốc không rõ ràng, trống Taiko có lịch sử kéo dài đến tận thể kỷ thứ 7 với bằng chứng là tượng đất sét của một người đánh trống. Tuy trống Taiko cũng du nhập vào Trung quốc, nhưng nhạc cụ và giai điệu vẫn mang phong cách Nhật Bản. Taiko được sử dụng trong thời kỳ đó như một công cụ để hăm dọa kẻ địch hoặc đưa ra mệnh lệnh trên chiến trường. Taiko sau đó tiếp tục dùng cho nhạc tôn giáo như của Phật giáo hay Shintō. Trong quá khứ, những người chơi thường là người sùng đạo, thường chỉ trong những dịp đặc biệt và trong nhóm nhỏ, nhưng rồi những người già (hoặc hiếm khi là phụ nữ) cũng chơi trống Taiko trong những lễ hội bán tôn giáo như là lễ hội Bon.
Nhạc đông diễn taiko được cho là phát minh bởi Daihachi Oguchi vào năm 1951. Là một ty trống nhạc Jazz, Oguchi đã lồng ghép nhạc nền của mình với dàn trống Taiko mà chính tay ông thiết kế. Phong cách mạnh mẽ của ông đã làm cho nhóm nhạc nổi tiếng cả Nhật Bản, và góp phần làm cho vùng Hokuriku là trung tâm của nhạc Taiko. Các nhóm nhạc nổi lên từ phong trào này bảo gồm nhóm Oedo Sukeroku Daiko, với Seido Kobayashi. Năm 1969 chứng kiến nhóm mang tên Za Ondekoza thành lập bởi Tagayasu Den; Za Ondekoza đã tập trung các nhạc công trẻ để cải tiến một dòng của nhạc Taiko, cái mà trước đó được sử dụng như phong tục địa phương. Vào những năm 1970, chính phủ Nhật Bản trợ cấp tiền để bảo tồn văn hóa Nhật Bản, và nhiều cộng đồng Taiko đã ra đời. Vào thế kỷ tiếp, các nhóm Taiko đã vươn ra thế giới, đặc biệt là ở Mỹ. Một ví dụ điển hình cho nhóm nhạc Taiko hiện đại là nhóm Gocoo.

### Danh sách một số nhạc cụ truyền thống

#### Nhạc cụ truyền thống chính
- Biwa (琵琶): tỳ bà cổ ngắn có gắn 5 phím trên cổ đàn, chơi bằng miếng gảy bachi (撥) từ vừa cho tới lớn. Cần đàn chứa chốt quặt ra phía sau và đầu đàn có hình lá đề hoặc đuôi tôm. Nó có từ 3 tới 5 dây và chia làm tám loại phổ biến
- Fue/Bue (笛): sáo ngang; bao gồm shinobue, nohkan, komabue và ryuteki
- Gōgen (豪絃): đàn kokyū bass, nhạc công chơi trong tư thế đứng. Nó được gọi là "cello" kiểu Nhật.
- Hichiriki (篳篥): loại kèn dăm có ống bằng trúc to cỡ ngón tay, dài khoảng từ 20~30 cm và mỏ kèn làm từ lá liễu. Khi chơi những bài nhạc phương Tây, âm sắc kèn hichiriki giống với saxophone.
- Hitoyogiri (一節切): Sáo dọc loại nhỏ trong họ sáo shakuhachi
- Hocchiku (法竹): Sáo dọc tương đương shakuhachi
- Hyōshigi (拍子木): phách Nhật dùng cho Kabuki và Bungaku
- Ichigenkin (一絃琴): đàn một dây tơ, một tay đút móng đeo hình ống vào ngón để gẩy, tay kia chặn dây và vuốt trên dây bằng một miếng ngà. Bây giờ thay dây tơ bằng dây nylon
- Kane (鐘): chuông Nhật
- Kakko (鞨鼓): trống phong yêu
- Kokyū (胡弓): đàn hồ cung có cấu tạo tương tự shamisen nhưng kéo bằng cung vĩ
- Koto (琴): đàn tranh
- Nigenkin (二絃琴): chơi tương tự ichigenkin và có 2 dây
- Okawa (hay Ōtsuzumi) (大鼓)
- Ryūteki (竜笛): sáo rồng
- Sangenkin (三絃琴): tương tự ichigenkin & nigenkin
- Sanshin (三線): đàn tam của người Lưu Cầu
- Shakuhachi (sáo trúc dọc) (尺八)
- Shamisen (三味線)
- Shime-Daiko (締太鼓): trống nhỏ
- Shinobue (篠笛) (sáo trúc ngang)
- Shō (笙): sênh Nhật
- Taiko: trống Nhật
- Tsuzumi: trống phong yêu cầm tay
- Tsuchibue (土笛): sáo đất

#### Nhạc cụ truyền thống Uzagaku
- Shosoin shitsu（正倉院瑟/しょうそういんしつ): đàn sắt 24 dây, ít khi được sử dụng nhưng nó chuyên hoà tấu cùng đàn tranh koto.
- Susuen (長線/スウスエン）(Hán Việt: trường tuyến): đàn có cần dài 3-4 mét, 4 dây 4 trục và thùng đàn hình bát giác.
- Gekkin (月琴/ゲッキン): đàn nguyệt
- Sona (嗩吶/ソナ): kèn bầu
- Pipa (琵琶/ピーパー): tỳ bà dùng trong Uzagaku khác với các loại tỳ bà Nhật Bản. Nó vốn truyền vào Nhật từ trước thời nhà Minh, Trung Hoa. Cần đàn có 5 phím thủy ba (tương) còn mặt đàn gồm 13 phím phẩm bằng tre.
- Nisen (二線/ニセン): đàn 2 dây có lẽ sử dụng
- Shisen (四線/シセン): đàn tương tự susuen nhưng sử dụng dây kép.
- Youkin (揚琴/ヨウキン): đàn tam thập lục
- Teisō (提箏/テーキン): đàn tranh dùng vĩ kéo
- Dōra (銅鑼/ドウラ): chiêng đồng cỡ trung
- Sanpa (三板/サンパ): phách 3 lá
- Shoushou(小鉦/ショウショウ): thanh la đơn cỡ nhỏ
- Kinra (金鑼/キンラ): một loại chiêng
- Shōdōra (小銅鍵ショウドウラ): chiêng đồng cỡ nhỏ
- Shinshin (新心）: dàn 3 thanh la nhỏ bằng inox
- Danban (檀板/ダンバン): phách 2 lá
- Hanshō (半笙/ハンショウ): ống sênh kim loại
- Risshō (立笙/リッショウ): ống sênh tre
- Yokobue (横笛/ヨコブエ): sáo trúc ngang
- Kan (管/カン): Kèn dăm kép tương tự hichiriki

## Nhạc cụ hiện đại
- Taishōgoto (大正琴): hoặc zither Nagoya, là một loại đàn harp Nhật Bản hiện đại. Tên bắt nguồn từ thời kỳ Đại Chính(1912-1926) khi nhạc cụ này xuất hiện lần đầu tiên. Nó cũng đã được nhập tịch ở Đông Phi, thường dưới tên Taishokoto.Các Taishōgoto được phát triển vào năm 1912 bởi nhạc sĩ Goro Morita ở Nagoya. Ông đã nhận được học bổng từ thủ tướng đầu tiên của Nhật Bản để học các nhạc cụ ở châu Âu và Hoa Kỳ trong hai năm. Sau đó, ông đã nảy ra ý tưởng kết hợp các cơ chế của một máy đánh chữ với một nhạc cụ.
- Biwalele (ビワレレ): Đây là sự kết hợp giữa Á và Âu, giữa tỳ bà Nhật (biwa, nhất là gagaku biwa cũng như heike biwa) và ukulele của Hawaii. Thoạt nhìn biwalele có cấu tạo gần giống với mandolin.
- Oud-guitar-biwa(琵琶ウードギター): sự kết hợp giữa đàn guitar châu Âu,  oud Trung Đông và biwa của Nhật và có phím ở cần đàn.
- Biwaud (琵琶ウード): kết hợp giữa oud và biwa. Cần đàn không chứa phím.
- Biwa-bass (琵琶ベース): đàn bass có thùng đàn tương tự đàn lute hay mandolin nhưng cần đàn và 1 số bộ phận khác ảnh hưởng từ guitar bass.
- Ryūkyūkaren(琉球かれん): Một nhạc cụ 13 dây ảnh hưởng từ đàn guitar Hawaii đã được cấp bằng sáng chế bao gồm một dây nylon duy nhất chơi giai điệu và hòa âm với bộ dây tam (3 dây) mắc vào 4 lỗ ngựa đàn cạnh lỗ xỏ dây nylon.Người nghệ sĩ đeo móng gảy ở ngón cái tay phải để chơi và tay trái chặn trên cần đàn để tạo nên các phím. Độ dài ngắn của đoạn dây đàn bị chặn sẽ giúp tạo ra các nốt. Một góc ở mặt thùng đàn chứa phần cần có phím có độ hẹp vừa bằng dây nylon mắc qua Đầu đàn có chứa 13 chốt vặn điều chỉnh dây, mặt thùng đàn gồm 12 lỗ thoát âm nhỏ li ti.

## Nhạc dân gian Min'yō

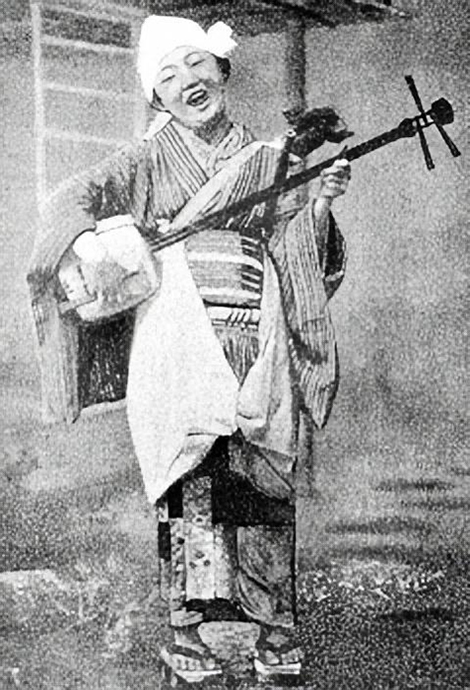
Một phụ nữ Nhật Bản cầm đàn shamisen hát dân ca, 1904

Nhạc dân gian Nhật Bản (min'yõ) có thể được gộp và phân loại theo nhiều cách nhưng thường được chia theo bốn loại chính: nhạc công việc, nhạc tôn giáo(như là sato kagura, nhạc Thần đạo(Shinto), nhạc dùng trong dịp tụ tập như cưới hỏi, ma chay, lễ hội (đặc biệt là lễ hội Obon) và nhạc thiếu nhi(warabe uta)
Trong min'yō, các ca sĩ thường chơi kèm với đàn 3 dây được gọi là shamisen, trống taiko, và một sáo trúc gọi là shakuhachi. Nhạc cụ khác cũng có thể đi kèm như là sáo ngang shinobue, một cái chuông gọi là kane, một cái trống tay gọi là tsuzumi, và/hoặc đàn tranh được biết như koto. Ở Okinawa, nhạc cụ chính là sanshin. Đây là những nhạc cụ truyền thống của Nhật Bản, nhưng thiết bị hiện đại, như cái guitar điện và nhạc cụ điện tử, cũng được dùng ngày nay, khi những ca sĩ enka hát những bài min'yō truyền thống.
Khi đề cập tới min'yō, người ta thường có những khái niệm như là ondo, bushi, bon uta, và komori uta. Một ondo thường dùng để miêu tả các bài hát với các nhịp đặc biệt có thể được nghe như nhịp 2/4 (mặc dù người biểu diễn không thường đánh nhịp theo nhóm). Những bài thường dùng ở lễ Obon sẽ thường là ondo. Bushi là một bài hát với một giai điệu đặc biệt. Ngay từ cái tên, "bushi" là tổ hợp của hai từ "giai điệu" và "nhịp điệu". Từ này ít khi dùng một mình mà đứng trước những khái niệm nói đến địa điểm, nghề nghiệp, tên riêng hoặc những gì tương tự. Bon uta, giống như tên gọi, là những bài hát cho Obon, lễ hội đèn lồng của người chết. Komori uta là bài hát ru trẻ con. Tên các bài hát của nhạc min'yo thường bao gồm các khái niệm miêu tả, thường là ở cuối, thường là ở cuối. Ví dụ như: Tokyo Ondo, Kushimoto Bushi, Hokkai Bon Uta, và Itsuki no Komoriuta.
Rất nhiều bài hát trong số đó bao gồm thêm nhấn âm vào các âm tiết và tiếng hô (kakegoe). Kakegoe thường là tiếng cổ vũ nhưng trong nhạc min'yō, chúng thường dùng như một phần của đồng ca. Có nhiều loại kakegoe, dù ở từng vùng thì khác nhau. Ví dụ như trong vùng Okinawa, tiếng hô thường là "ha iya sasa!". Trong đại lục Nhật Bản,chúng ta có khả năng nghe thấy tiếng "a yoisho!," "sate!," hoặc "sore!". Những tiếng hô khác như là "a donto koi!," và "dokoisho!"
Gần đây, có một hệ thống phường hội gọi là iemoto đã được áp dụng cho vài thể loại min'yō. Hệ thống này đầu tiên được phát triển để chuyển giao các loại nhạc cổ điển như nagauta, shakuhachi, hay nhạc koto, nhưng kể từ khi người ta chứng minh được là nó cũng mang lại lợi ích cho giảng viên và được hộ trợ bới sinh viên đang mong muốn có được tấm bằng certificates of proficiency và các tên tuổi nghệ sĩ mong muốn truyền bá các dòng nhạc như min'yō, Tsugaru-jamisen và các hình thức âm nhạc khác không được chuyển giao không chính thức. Ngày nay, min'yō được truyền lại trong các tổ chức gia đình không theo huyết thống và các khóa học việc dài hạn đang rất phổ biến.

## Sự du nhập của âm nhạc phương Tây

### Nhạc pop truyền thống
Sau Minh Trị duy tân, âm nhạc phương Tây đã du nhập vào Nhật Bản. Một công chức, tên là Izawa Shuji, biên soạn các bài hát như 'Auld Lang Syne" và giao nhiệm vụ sử dụng ngũ cung. Âm nhạc phương Tây, đặc biệt là hành khúc, sớm trở nên nổi tiếng ở Nhật. Hai thể loại âm nhạc được phát triển trong thời kỳ này là shoka, được sáng tác để mang âm nhạc phương Tây vào trường học, và gunka, hành khúc kết hợp với vài yếu tố của nước mình.
Khi Nhật Bản chuyển sang chế độ dân chủ gián tiếp ở cuối thế kỷ 19, các nhà lãnh đạo đã thuê ca sĩ để bán những bài hát mang theo thông điệp của họ vì việc diễn thuyết trước công chúng bị cấm. Những nghệ sĩ đường phố gọi là enka-shi. Cũng vào cuối thế kỷ 19, một loại hình hát rong đã trở nên nổi tiếng ở vùng Osaka gọi là rōkyoku. Hai ngôi sao nổi tiếng Yoshida Naramaru và Tochuken Kumoemon cũng trở nên nổi tiếng từ thời kỳ này.

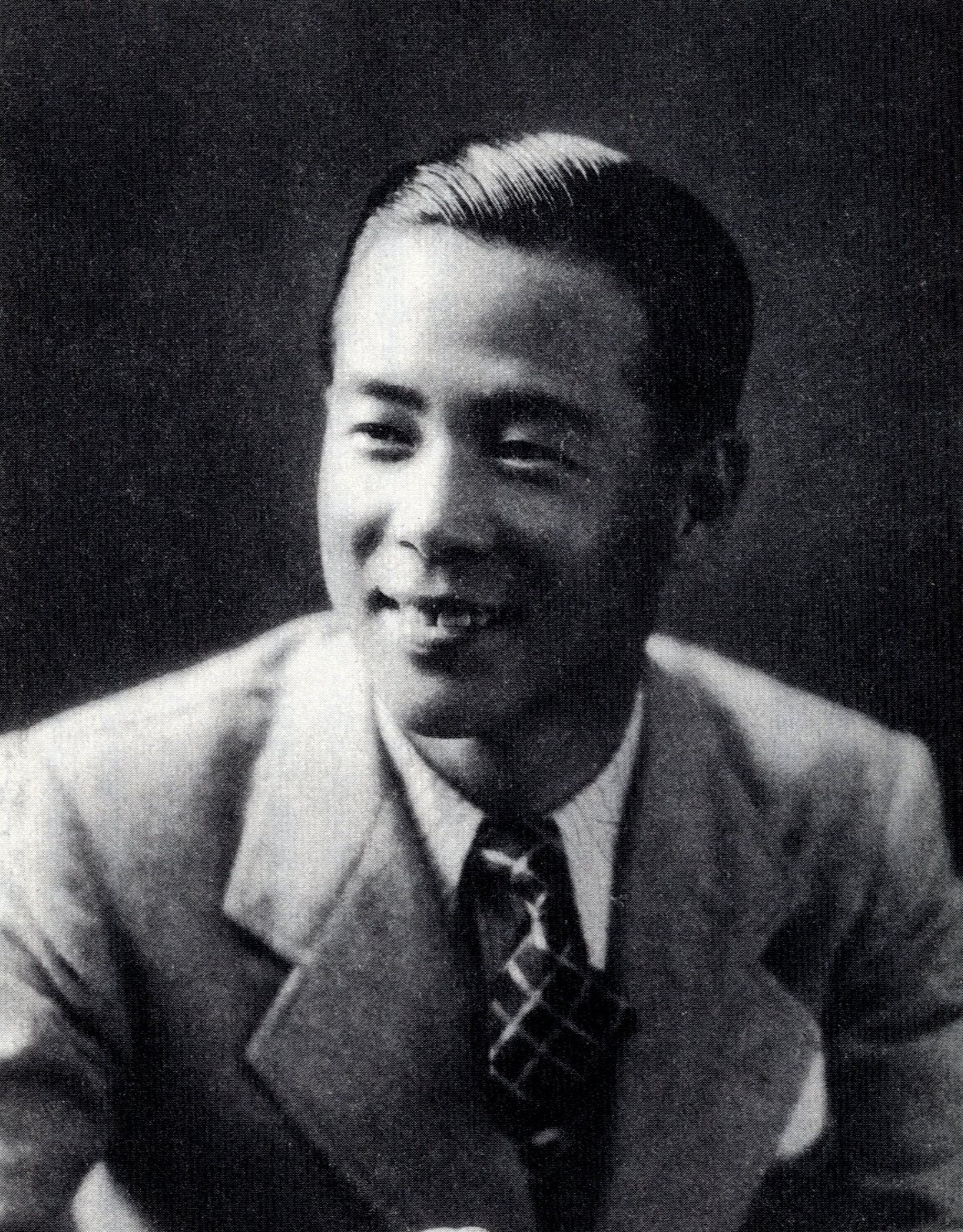
Ichiro Fujiyama, một ca sĩ ryūkōka có tầm ảnh hưởng.

kayōkyoku là tên của dòng nhạc pop phương Tây, được cho là xuất hiện lần đầu trong vở kịch Hồi sinh bởi Tolstoy. Bài hát "Kachūsha không Uta", sáng tác bởi Shinpei Nakayama, và do ca sĩ Sumako Matsui hát vào năm 1914. Những bài hát đã hết sức thành công trong giới enka-shi, và là một trong những bản thu âm lớn đầu tiên của Nhật Bản. Ryūkōka, một thể loại nhạc đi theo phong cách cổ điển phương Tây, đã phủ sóng trên toàn quốc trước thời kỳ chiến tranh. Ichiro Fujiyama trở nên nổi tiếng trong thời kỳ tiền chiến tranh, nhưng sau đó các bài hát về chiến tranh lại được ưa chuộng trong Thế Chiến II.
Kayōkyoku đã trở thành một ngành công nghiệp trọng yếu, đặc biệt là sau sự xuất hiện của siêu sao Misora Hibari. Từ những năm 1950, tango và các loại nhạc Latin khác, đặc biệt là âm nhạc Cuba, đã rất nổi tiếng ở Nhật Bản. Một thể loại tango của Nhật,gọi là dodompa, cũng được phát triển. Kayōkyoku dần dần có mối liên hệ hoàn toàn với cấu trúc âm nhạc truyền thống Nhật Bản, trong khi nhiều bài hát theo phong cách phương tây xuất hiện gọi là J-pop (Japanese pop). Nhạc Enka, sau khi theo cấu trúc âm nhạc truyền thống Nhật Bản, đã trở nên khá nổi tiếng trong thời kỳ hậu chiến, mặc dù từ những năm 1970 không còn được ưa chuộng và được ít giới trẻ yêu thích. Các ca sĩ enka nổi tiếng bao gồm Hibari Misora, Saburo Kitajima, Ikuzo Yoshi và Kashiwada Hikawa.

### Âm nhạc nghệ thuật

#### Nhạc cổ điển phương Tây
Nhạc cổ điển phương Tây có sức hút mạnh mẽ ở Nhật Bản, và Nhật Bản cũng là một trong những thị trường âm nhạc quan trọng cho thể loại âm nhạc truyền thống này, cùng với Toru Takemitsu (nổi tiếng trong việc đánh giá phim và những tác phẩm tiên phong) là người được biết đến nhiều nhất. Nhạc trưởng Seiji Ozawa cũng hết sức có tiếng tăm. Kể từ năm 1999 nghệ sĩ dương cầm Fujiko Hemming, nhờ chơi những bản của Liszt vàChopin, đã trở nên nổi tiếng và bán được hàng triệu đĩa CD. Nhật Bản cũng là nhà của ban nhạc giao hưởng dẫn đầu thế giới. Tokyo Kosei Gió Orchestra, và phần lớn cuộc thi âm nhạc nào, giải thi đấu quốc gia All-Japan Band Association. Nhạc cổ điển phương Tây không đại diện cho văn hóa gốc của Nhật. Những người Nhật đầu tiền được tiếp xúc với nhạc cổ điển phương Tây vào nửa cuối thế kỷ 19, sau hơn 200 năm bế quan tỏa cảng. Sau đó, người Nhật Bản nghiêm túc du nhập nhạc cổ điển và biến thể loại này thành một phần của nền văn hóa.
Các dàn giao hưởng
- Gunma Symphony Orchestra
- Hiroshima Symphony Orchestra
- Hyogo Performing Arts Center Orchestra
- Japan Philharmonic Orchestra
- Kanagawa Philharmonic Orchestra
- Kyoto Symphony Orchestra
- Kyushu Symphony Orchestra
- Nagoya Philharmonic Orchestra
- New Japan Philharmonic
- NHK Symphony Orchestra
- Orchestra Ensemble Kanazawa
- Osaka Philharmonic Orchestra
- Sapporo Symphony Orchestra
- Tokyo Metropolitan Symphony Orchestra
- Tokyo Philharmonic Orchestra
- Tokyo City Philharmonic Orchestra
- Tokyo Symphony Orchestra
- Yamagata Symphony Orchestra
- Yomiuri Nippon Symphony Orchestra

#### Jazz
Từ thập niên 1930 (ngoại trừ trong Thế Chiến II, khi nó bị hạn chế do được coi là thứ âm nhạc của kẻ thù) jazz đã có sức hút lớn ở Nhật Bản. Nhật Bản là thị trường quan trọng của thể loại nhạc này và có khi có những bản thu âm chỉ có ở thị trường Nhật Bản mà không phải ở Mỹ hay Châu Âu. Một số lượng các nhạc sĩ nhạc Jazz Nhật đã giành được thành công ở nước ngoài lẫn trong nước. Các nhạc sĩ như June (sinh ra ở Nhật Bản) và Dan (Nhật kiều thế hệ thứ 3, thuộc ban nhạc Hiroshima), và Sadao Watanabe có lượng lớn người hâm mộ ở ngoại quốc.
Gần đây, câu lạc bộ nhạc jazz hay nu-jazz đã trở nên nổi tiếng với số lượng lớn giới trẻ Nhật Bản. Các DJs bản địa như Ryota Nozaki (Jazztronik), hai anh em Okino Shuya và Okino Yoshihiro của Kyoto Jazz Massive, Toshio Matsuura Lưu trữ ngày 16 tháng 2 năm 2008 tại Wayback Machine (cựu thành viên của United Future Organization) và DJ Shundai Matsuo, Lưu trữ ngày 8 tháng 7 năm 2011 tại Wayback Machine người tạo ra của sự kiện nổi danh DJ hàng tháng, Creole ở Beppu, Nhật Bản cũng như nghệ sĩ nhạc nu-jazz, Sleepwalker, GrooveLine Lưu trữ ngày 21 tháng 1 năm 2016 tại Wayback Machine, và Soil & "Pimp" Sessions đã mang đến sự thay đổi lớn trong quan điểm truyền thống về nhạc jazz ở Nhật Bản.
Một số ban nhạc mới bao gồm Ego-Wrappin' và Sakerock cùng với các nhạc sĩ nhạc thể nghiệm như Otomo Yoshihide và Keiji Haino.

## Các thể loại nổi tiếng

### J-Pop

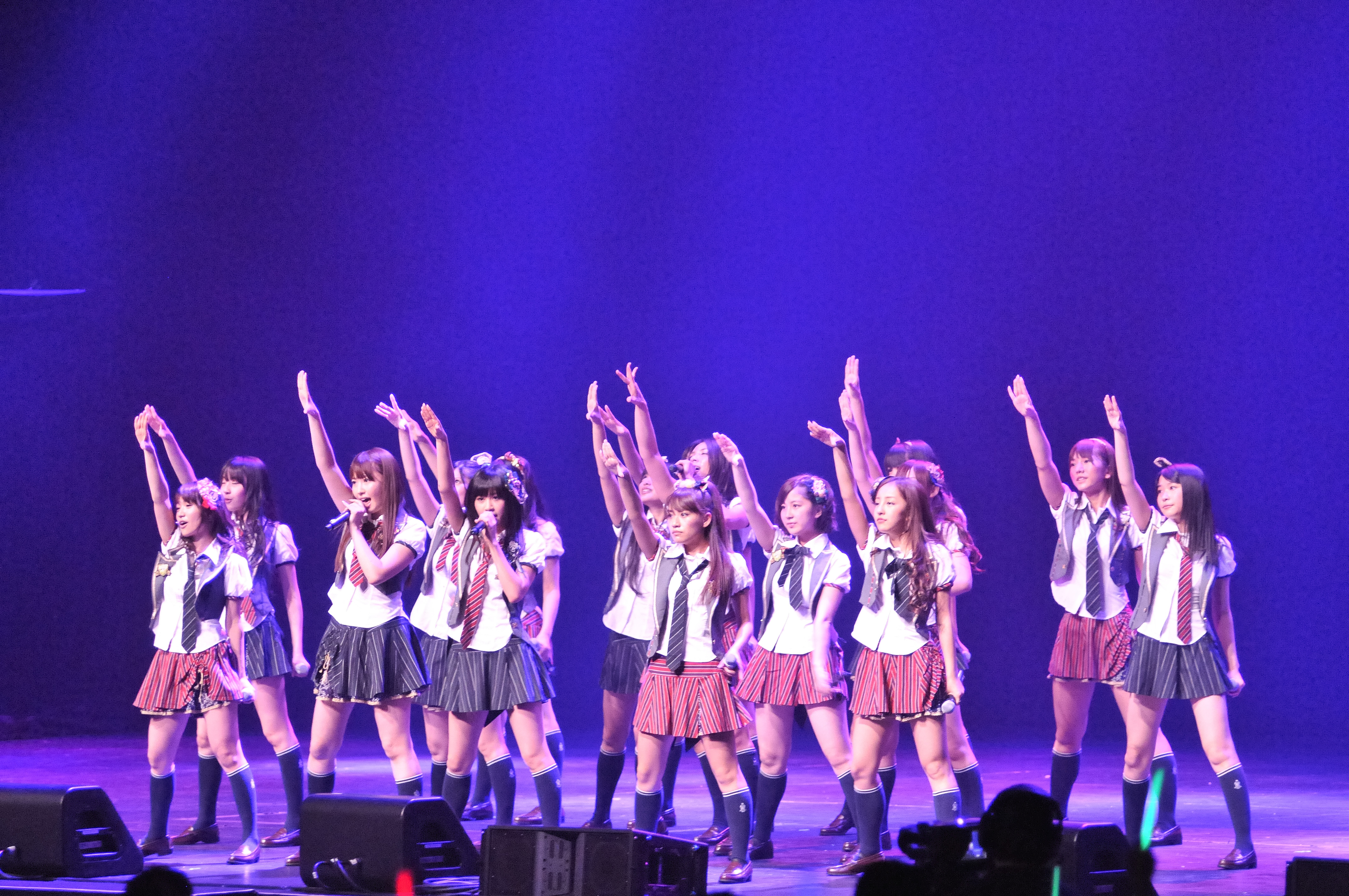
AKB48, một nhóm nhạc thần tượng nữ đã bán được hơn 30 triệu đĩa.

J-pop, viết tắt của nhạc pop Nhật, là khái niệm về một thể loại nhạc du nhập vào xu thế âm nhạc Nhật Bản vào những năm 1990. J-pop hiện đại có nguồn gốc từ nhạc pop và nhạc rock những năm 1960, như là ban nhạc TheBeatles, dẫn đến những ban nhạc như Happy End kết hợp rock với âm nhạc Nhật Bản. J-pop còn được định nghĩa rộng hơn bởi những ban nhạc New Wave như là Yellow Magic Orchestra và Southern All Stars vào cuối những năm 1970. Cuối cùng, J-pop thay thế cho kayōkyoku ("giai điệu pop ", một thuật ngữ cho nhạc pop Nhật từ những năm 1920 đến những năm 1980) trong bối cảnh âm nhạc Nhật Bản. Thuật ngữ được tạo ra bởi giới truyền thông Nhật Bản để phân biệt nhạc Nhật với nhạc nước ngoài.
Những thần tượng âm nhạc đóng một vai trò lớn trong thị trường âm nhạc Nhật, với những nhóm nhạc thần tượng nữ và nam thường xuyên dẫn đầu bảng xếp hạng đĩa đơn. Trong đó bao gồm các ban nhạc như Arashi, có đĩa đơn bán chạy nhất năm 2008 và 2009, và nhóm AKB48, với đĩa đơn bán chạy nhất kể từ năm 2010.

#### Nhạc sàn và nhạc disco
Vào năm 1984, nhạc sĩ người Mỹ Michael Jackson trở thành nghệ sĩ phương Tây đầu tiên có album([ Thriller]) bán hơn 1 triệu bản theo như bảng xếp hạng Oricon. Phong cách của ông được coi như hình mẫu cho nhạc nhảy Nhật Bản, dẫn đầu danh sách ưa thích của công tyAvex Group và Johnny & Associates.
Năm 1990, hãng Avex Trax bắt đầu phát hành loạt đĩa mang tên Super Eurobeat ở Nhật. Nhạc Eurobeat ở Nhật Bản đã làm nên sự thành công của hình thức nhảy nhóm Para Para. Trong khi những nghệ sĩ của hãng Avex như là Every Little Thing và Ayumi Hamasaki trở nên nổi tiếng trong những năm1990, những tên tuổi mới cũng nổi lên vào cuối những năm 1990 bao gồm Hikaru Utada và Morning Musume. Album ra mắt của Hikaru Utada, First Love, trở thành album bán chạt nhất của Nhật với 7 triệu bản, còn Ayumi Hamasaki trở thành nữ nghệ sĩ và nhạc sĩ solo hàng đầu của Nhật, và Morning Musume vẫn là nhóm nhạc nữ được biết đến nhiều nhất của nền công nghiệp nhạc pop Nhật Bản.

### Rock
Vào những năm 1960, nhiều ban nhạc rock Nhật chịu ảnh hưởng bởi dòng nhạc Rock phương Tây như The Beatles, Bob Dylan, và the Rolling Stones, cùng với dòng nhạc khác như nhạc dân gian Appalachian, psychedelic rock, mod và các thể loại tương tự: một hiện tượng mang tên Group Sounds (G. S.). John lennon của nhóm nhạc The Beatles sau này trở thành một trong những hình tượng nhạc sĩ phương Tây nổi tiếng nhất ở Nhật Bản. Group Sounds là một thể loại rock Nhật Bản nổi tiếng vào giữa cho đến cuối những năm 1960. Sau sự bùng nổ của thể loại nhạc này, có một vài nhạc sĩ sáng tác nổi danh. Nobuyasu Okabayashi là người đầu tiên được biết đến rộng rãi. Wataru Takada, chịu ảnh hưởng bởi ca sĩ Woody Guthrie, cũng trở nên nổi tiếng. Họ đều đi theo phong cách của nhạc dân gian Mỹ nhưng thay vào đó là viết lời ca Nhật Bản. Takada sử dụng thơ hiện đại Nhật Bản cho lời nhạc, trong khi Kazuki Tomokawa sử dụng lời thơ của Chuya Nakahara. Tomobe Masato, lấy cảm hứng từ Bob Dylan, viết lên những bản nhạc được đánh giá rất cao. The Tigers lại là nhóm nhạc nổi tiếng nhất của thể loại nhạc này trong thời kỳ đó. Sau đó, là vài thành viên của The Tigers, The Tempters và The Spiders, tách nhóm và thành lập ra siêu ban nhạc Pyg.
Dòng nhạc rock kết hợp với nhạc dân gian đã được hình thành từ những năm 1960. Những ban nhạc như Happy End được coi là gần như là đã tạo ra thể loại nhạc này. Vào những năm 1970, thể loại nhạc này càng trở nên nổi tiếng hơn. Những ban nhạc như Champloose, cùng với Carol (dẫn dắt bởi Eikichi Yazawa), RC Succession và Shinji Harada đặc biệt nổi tiếng và giúp định hình giai điệu của thể loại này. Đôi lúc, vào buổi đầu cuối những thập niêm 60, hoạt động mạnh vào những năm 70, có những nhạc sĩ kết hợp nhạc rock với nhạc dân gian Mỹ và các yếu tố nhạc pop, thường được người Nhật gọi là nhạc "dân gian" do dùng đàn guitar acoustic. Trong đó, có những ban nhạc là Off Course, Tulip, Alice (dẫn dắt bởi Shinji Tanimura), Kaguyahime, Banban, Garo và Gedō hoặc các nghệ sĩ độc tấu như Yosui Inoue, Yuming, và Iruka. Các nhóm sau này, như Kai Band (dẫn dắt bởi Yoshihiro Kai) và Southern All Stars thời kỳ đầu, cũng gắn liền với phong trào trên.

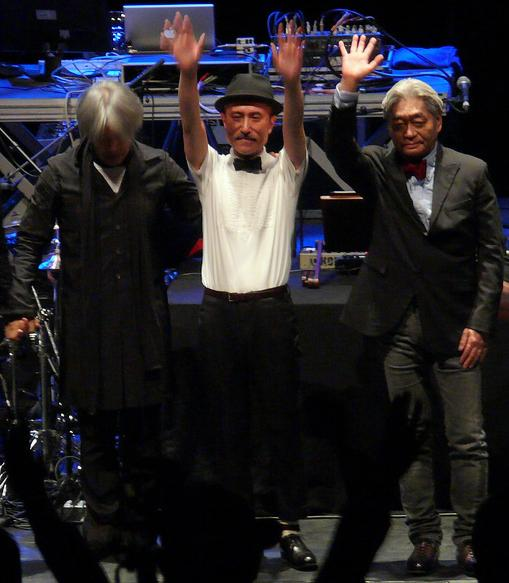
Ban nhạc Yellow Magic Orchestra, năm 2008

Một số nhạc sĩ Nhật Bản đã bắt đầu thử nghiệm nhạc cụ điện tử vào rock vào đầu những năm 1970. Ví dụ điển hình như Isao Tomita, với album kết hợp nhạc cụ điện tử với nhạc rock đương đại và pop, Electric Samurai: Switched on Rock, vào năm 1972. Một vài bản thu khác bao gồm album Ice World (1973) của Inoue Yousui và album sử dụng Progressive rock, Benzaiten (1974), của Osamu Kitajima. Cả hai đều có sự đóng góp của Harruomi Hosono, người mà sau này lập ra ban nhạc mang tên "Yellow Magic Band" (sau này đổi thành "Yellow Magic Orchestra") vào năm 1977.
Vào những năm 1980, ban nhạc Boøwy gợi cảm hứng cho các nhóm nhạc Alternative rock như Shonen Knife, The Pillows, và Tama & Little Creatures, cũng như nhiều nhóm nhạc thể nghiệm như Boredoms và những nhóm nhạc trào lưu như Glay. Vào năm 1980, Huruoma và Ry Cooder, các nhạc sĩ người Mỹ, hợp tác cùng làm nên album rock với Shoukichi Kina, tạo tiền đề cho nhóm nhạc Okinawa Champloose nêu lên ở trên. Cũng trong thòi kỳ những năm 1980, nhạc metal của Nhật và các ban nhạc rock đã tạo ra một phong trào mang tên visual kei, với các nhóm nhạc đại diện như X Nhật, Buck-Tick, Luna Sea, Malice Mizer và nhiều ban nhạc khác nữa, một trong số đó đã gặt hái được thành công ở trong nước cũng như quốc tế trong những năm gần đây.
Trong những năm 1990, các ban nhạc rock Nhật Bản như B'z, Mr. Children, Glay, Southern All Stars, L'Arc-en-Ciel, Tube, Spitz, Wands, T-Bolan, Judy and Mary, Asian Kung–Fu Generation, Field of View, Deen, Ulfuls, Lindberg, Sharam Q, The Yellow Monkey, The Brilliant Green và Dragon Ash giành được những thành quả lớn. B'z là có tiết mục bán chạy số 1 tại Nhật kể từ khi Oricon bắt đầu xếp hạng, theo đó là Mr. Children. Những bài hát nhạc pop được sử dụng thường xuyên trong phim, anime, truyền hình quảng cáo và các chương trình drama, trở thành một trong những thể loại âm nhạc bán chạy nhất tại đất nước mặt trời mọc. Sự trỗi dậy của các bài hát pop có sẵn luôn được liên hệ với sự ưa thích karaoke, dẫn tới các chỉ trích của Kazufumi Miyazawa của ban nhạc The Boom rằng: "Tôi ghét việc các bài hát được mua, nghe rồi bỏ đi rồi lại được hát lại ở các quán karaoke." Các nhóm nhạc phong trào visual kei, như Luna Sea đã giành được thành công liên tiếp, trong khi đó các ban nhạc như Malice Mizer, La'cryma Christi, Shazna, Janne Da Arc, và Fanatic Crisis cũng đạt được thành công vào cuối những năm 1990.

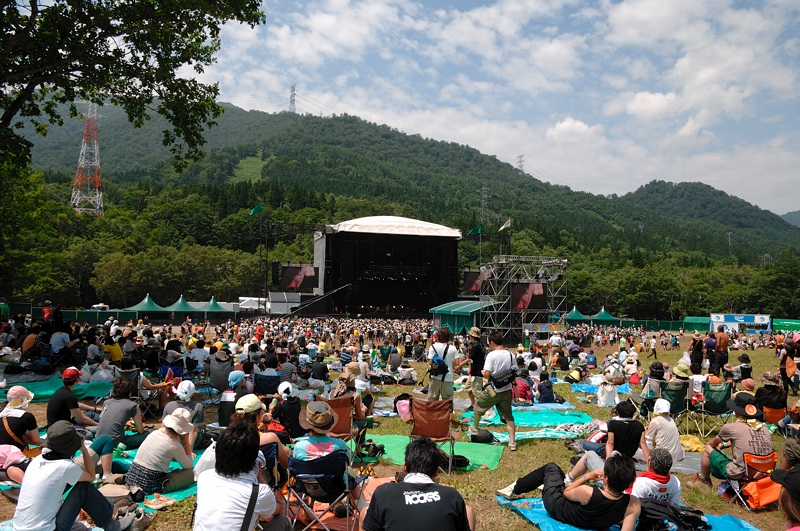
Sân khấu của Lễ hội Fuji Rock.

Lễ hội Fuji Rock đầu tiên bắt đầu vào năm 1997. Lễ hội Rising Sun Rock mở cửa vào năm 1999. Lễ hội Summer Sonic và lễ hội Rock in Japan đã mở vào năm 2000. Dù những năm 2000 không cuồn nhiệt bằng, các nhóm mới như Bump of Chicken, ONE OK ROCK, Sambomaster, Flow, Orange Range, Remioromen, Uverworld, Radwimps và Aqua Timez, đã đạt được thành công. Các nhóm từ trước như B'z, Mr. Children, Glay, and L'Arc-en-Ciel vẫn tiếp tục dẫn đầu bảng xếp hạng, mặc dù chỉ B'z và Mr. Children là hai nhóm duy nhất có số lượng bán đạt chỉ tiêu qua các năm.
Nhạc rock underground cũng hết sức phát triển ở Nhật, những ban nhạc thể loại Noise rock nổi tiếng trên thế giới như Boredoms và Melt Banana, hay là ban nhạc stoner rock như là Boris, psychedelic rock như là Acid Mothers Temple và alternative rock như với nhóm Shonen Knife, Pizzicato Five vàThe Pillows(nhóm giành được nhiều sự chú ý của quốc tế vào năm 1999 với bản thu FLCL). Các nghệ sĩ nhạc indie rock truyền thống như như Eastern Youth, The Band Apart và Number Girl đã có chút thành công tại Nhật Bản, nhưng ít giành được sự chú ý ở nước ngoài. Một số tiết mục lưu diễn của nhạc indie rock như là của nhóm Mono và Nisennenmondai.

#### Punk rock / alternative
Các ví dụ điển hình của thể loại punk rock ở Nhật bao gồm SS, The Star Club, The Stalin, Inu, Gaseneta, Bomb Factory, Lizard, Friction và The Blue Hearts. Những hình ảnh nhạc punk vẫn sống mãi trong bộ phim của Sogo Ishii, giám đốc chỉ đạo bộ phim Burst City vào năm 1982 có sự tham gia của các nhạc sĩ nhạc rock. Vào năm những năm 1980, những ban nhạc kỳ cựu như GISM, Gauze, Confuse, Lip Cream và Systematic Death bắt đầu xuất hiện, một số ban nhạc kết hợp với các yếu tố của thể loại crossover. Các cảnh độc lập cũng bao gồm đa dạng nghệ sĩ các thể loại như alternative/punk rock/new wave như là Aburadako, P-Model, Uchoten, Auto-Mod, Buck-Tick, Guernica và Yapoos, G-Schmitt, Totsuzen Danball và Jagatara, cùng với các ban nhạc noise/industrial như Hijokaidan và Hanatarashi.
Các ban nhạc Ska-punk của những năm 90 kéo dài cho đến những năm 2000 bao gồm Shakalabbits và 175R (đọc là "inago rider").

### Heavy metal
Nhật Bản nổi tiếng có các ban nhạc metal đi luu diễn ở nước ngoài và có rất nhiều bản album trực tiếp được thu ở Nhật Bản. Ví dụ điển hình như là Unleashed in the East củaJudas Priest, Maiden Japan của Iron Maiden, Made in Japan của Deep Purple, One Night at Budokan của Michael Schenker Group hay Live at Budokan của Dream Theater.
Những ban nhạc heavy metal của Nhật bắt đầu xuất hiện vào cuối những năm 1970, tiên phong bởi những ban nhạc như Bow Wow thành lập vào năm 1975 bởi tay chơi ghita Kyoji Yamamoto và ban nhạc Loudness được thành lập vào năm 1981 bởi Akira Takasaki. Mặc dù có rất nhiều ban nhạc cùng thời như là Earthshaker, Anthem và 44 Magnum, những album ra mắt của họ chỉ được ra mắt vào tận những năm 80 khi mà các ban nhạc metal đã bắt đầu được quảng bá nhiều. Lần lưu diễn đầu tiên của Bow Wow là tại Hồng Kông và tại lễ hội Montreux Jazz ở Thụy Sĩ, sau đó là ở Anh tại Reading Festival vào năm 1982. Loudness cũng lưu diễn tại Mỹ và Châu Âu và bắt đầu tập trung vào sự nghiệp công diễn nước ngoài kể từ 1983. Album Thunder in the East và Lightning Strikes của họ đã đứng thứ 74 (thứ 4 trong bảng xếp hạng Oricon trong nước) và thứ 64 tại Billboard 200 khi ra mắt và năm 1985 và 1986. Đến những năm cuối thập niên 80, chỉ có 2 ban nhạc là Ezo và Dead End có album ra mắt tại Mỹ. Cũng vào thời gian đó, chỉ có ít các ban nhạc có thành viên là nữ, như là ban nhạc nữ Show-Ya với ca sĩ chính là Keiko Terada, hay như Terra Rosa háy cùng với Kazue Akao. Vào tháng 9 năm 1989, album Outerlimits của Show-ya được ra mắt, đứng thứ 3 trong bảng xếp hạng Oricon. Những ban nhạc heavy metal đạt đỉnh cao vào cuối những năm 1980 và sau đó nhiều nhóm tan rã vào giữa thập niên 90.

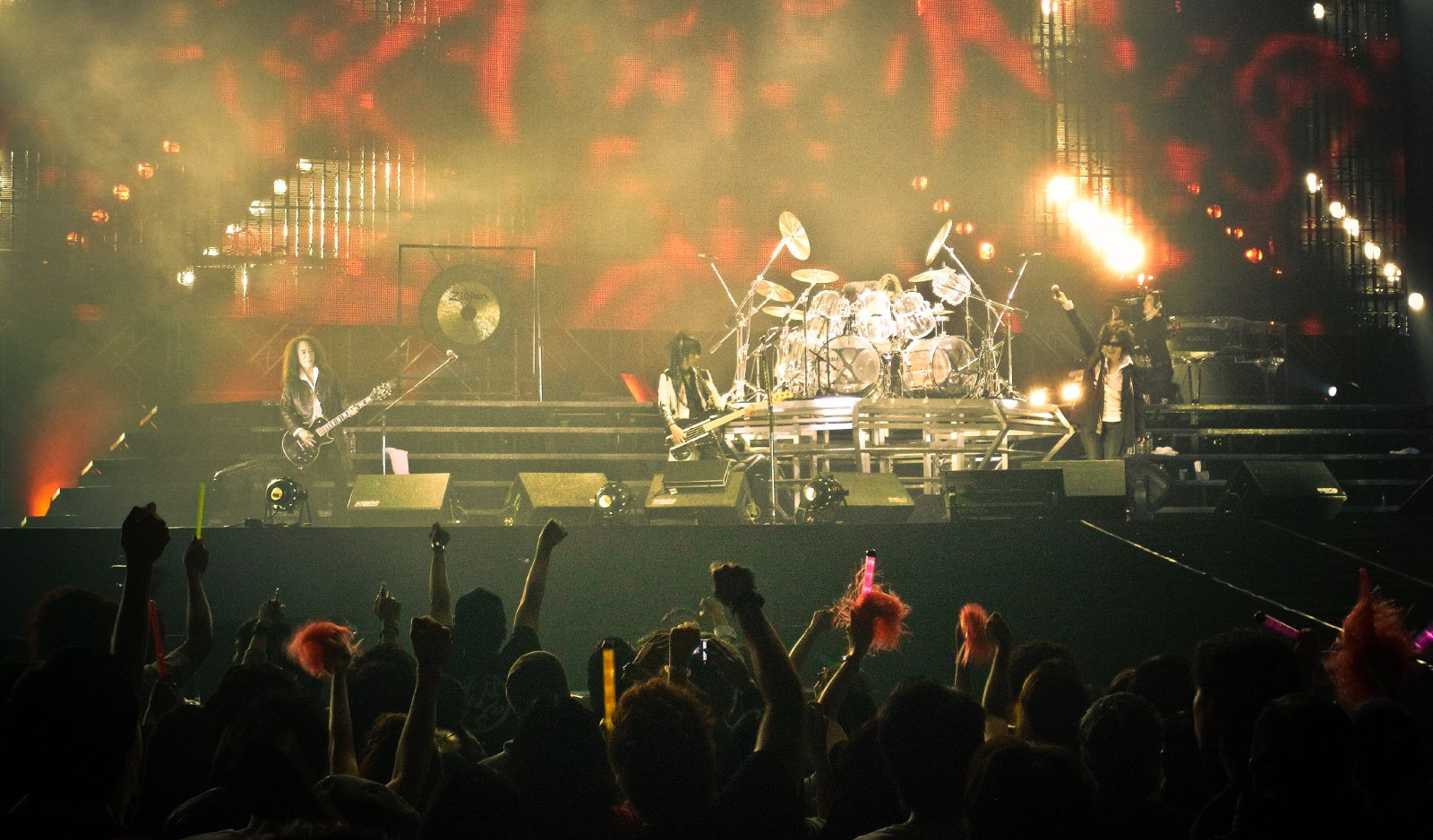
Buổi hòa nhạc của những người tiên phong cho phong trào visual kei, X Nhật ở Hồng Kông vào năm 2009 sau khi tái thiết lại 2 năm trước đó.

Năm 1982 chứng kiến một số ban nhạc thể loại glam metal đầu tiên được thành lập, như là Seikima-II với phong cách trang điểm Kabuki và X Japan đi đầu trong phong trào visual kei (dần trở thành nhóm nhạc bán chạy nhất). Album của Seikima-II mang tên Seikima-II - Akuma ga Kitarite Heavy Metal đã ra đời vào năm 1985, mặc dù chỉ đứng thứ 48 trên bảng xếp hạng Oricon, lại bán ra đến 100.000 bản (lần đầu tiên trong lịch sử các ban nhạc metal tại Nhật). Những album của họ thường xuyên đứng top 10 trong thời kỳ giữa những năm 1990. Vào tháng 4 năm 1989, X Japan phát hành album thứ 2, Blue Blood, và ngay lập tức đứng vị trí thứ 6 và sau 108 tuần đã bán được 712.000 bản. Album Jelaousy ra vào tháng 7 năm 1991; đứng đầu bảng xếp hạng và bán được 1.11 triệu bản. Hai album tiếp theo, Art of Life và Dahlia, đều bán được hơn nửa triệu bán và đánh dấu cho sự kết thúc của ban nhạc vào năm 1997.
Nhạc meta Nhật Bản nhận được sự chú ý của cộng đồng quốc tế qua sự thành công của ban nhạc Babymetal. Sự thành công nhờ có nhiều bản nhạc hot trên youtube như là Gimme Chocolate!! cùng với sự thành công của chuyến lưu diễn quốc tế bao gồm Sonisphere Festival 2014 ở Anh và Heavy MONTRÉAL ở Canada cùng với những ban nhạc như Metallica hay Slayer. Babymetal cũng tham gia vào một trong năm tiết mục mở đầu của buổi hòa nhạc của Lady Gaga trong chuyến công diễn ArtRave: The Artpop Ball. Babymetal còn giành được nhiều giải thưởng như là giải "Tinh thần độc lập" của Kerrang và "Ban nhạc đột phá" của Metal Hammer. Năm 2016, ban nhạc bắt đầu chuyến lưu diễn thế giới tại Wembley Arena ở Luân Đôn trước khi về công diễn tại Tokyo Dome, Nhật Bản.

#### Extreme metal
Các ban nhạc thể loại extreme metal được hình thành từ làn sóng các nước Châu Âu và Mỹ, tuy nhiên không được quảng bá rầm rộ, cũng như chỉ thường được coi là loại nhạc underground ở Nhật Bản. Các nhóm nhạc thrash metal được hình thành từ buổi đầu những năm 1980 như United hay Outrage. United có chuyến lưu diễn quốc tế tại lễ hội "Foundations Forum" tại Los Angeles vào tháng 9 năm 1995 và có một số album phát hành ở Bắc Mỹ. Nhóm nhạc Doom, sau khi thành lập vào giữa những năm 1980, được thuê biểu diễn ở Mỹ vào tháng 10 năm 1988 tại CBGB và tiếp tục cho đến khi giải thể vào năm 2000.
Những nhóm nhạc đầu tiên chơi thể loại black metal là Sabbat(vẫn còn hoạt động) và Bellzlleb(hoạt động cho đến những năm 1990) hay như nhóm nhạc Sign.
Doom metal cũng nhận được sự đón nhận từ Nhật Bản. Hai nhóm nhạc của Nhật được biết đến nhiều nhất là Church of Misery và Boris, cả hai đều khá nổi tiếng ở ngoài nước.

### Hip hop
Hip-hop là thể loại nhạc mới của âm nhạc Nhật Bản. Một số người cho rằng đây chỉ đơn thuần là phong trào và sẽ sớm kết thúc. Tuy nhiên, thể loại này lại tiếp tục tồn tại và vẫn đang phát triển trong nhiều năm. Mặc dù trên thực tế, những rapper ở Nhật vẫn không gặt hái được thành công bằng những nghệ sĩ Hip-hop của những năm 1980. Điều này chủ yếu là do quan niệm trong thế giới âm nhạc rằng "Tiếng Nhật không có khả năng tạo ra những âm thanh vần điệu với nhau như trong những bản rap của Mỹ". Có một hệ thống chắc chắn và rành mạch của ngành công nghiệp âm nhạc gọi là "hệ thống kim tự tháp của ngành công nghiệp âm nhạc". Giống như Ian Condry giải thích, "Bằng cách sử dụng sơ đồ kim tự tháp chúng ta có thể hiểu theo nhiều hướng về sự quan trọng của các cấp độ và các bước thành công." Các cấp độ này như sau (từ thấp nhất đến cao nhất): fan hâm mộ và các nghệ sĩ tiềm năng, những nghệ sĩ biểu diễn, các nghệ sĩ thu âm, các nghệ sĩ có thương hiệu, và các ngôi sao. Các cấp độ này có thể được thấy ở các quán hộp đêm, gọi là genba. Một hội rapper thường cùng biểu diễn trên sân khấu, thường gọi là một "Gia đình". Một "gia đình" rapper về bản chất là tập hợp các nhóm rapper mà thường được dẫn đầu bới một trong những người biểu diễn nổi tiếng hơn ở Tokyo, thường có những người học việc đi theo. Khái niệm này rất quan trọng vì nó là chìa khóa để hiểu đặc điểm khác nhau về nghệ thuật giữa các nhóm Những người quyết định trong các câu lạc bộ đêm chính là những khác thính giả hâm mộ Hip-hop. Họ chính là những giám khảo để quyết định xem ai mới là người chiến thắng trong các rapper trên khán đài. Một ví dụ của việc này chính là trận tranh tài giữa Dabo (một nghệ sĩ có tên tuổi) và Kan. Kan thách đầu với Dabo trong khi anh đang biểu diễn.

### Electropop
Nhạc pop điện tử ở Nhật Bản đã trở thành một thể loại nổi tiếng kể từ thời kỳ ưa chuộng nhạc "technopop" của những năm cuối 1970 và đầu 1980, bắt đầu với ban nhạc Yellow Magic Orchestra và album đơn của Ryuichi Sakamoto và Haruomi Hosono vào năm 1978 trước khi được nhiều người biết đến vào năm 1979 và 1980. Khi ảnh hưởng bởi nhạc disco, impressionistic, tác phẩm cổ điển thế kỷ 20, nhạc jazz/fusion pop, các nghệ sĩ nhạc pop điện tử đã ra đời như Kraftwerk và điện báo, họ tuy đã tham gia vào thị trường nhưng chưa thỏa hiệp với công ty nào. Ryuichi Sakamoto tuyên bố rằng đó là "Đối với tôi, việc viết ra nhạc pop không phải một sự thỏa hiệp vì tôi thích làm việc đó". Những người cùng theo dòng nhạc điện tử này cũng tổ chức không chặt chẽ tương tự như ở phương Tây, do vậy những ban nhạc thế hệ mới như là P-Model và The Plastics cũng rơi vào cũng nhóm với thể loại nhạc symphonic techno của Yellow Magic Orchestra. Sự nổi tiếng của dòng nhạc này kéo theonhuwngxx ca sĩ nổi tiếng của dòng nhạc acoustic trở thành nhạc pop điện tử, như Taeko Onuki và Akiko Yano, và những nhà sản xuất thần tượng bắt đầu thuê những bản nhạc điện tử cho những ca sĩ mới vào những năm 1980. Vào những năm 1990, Denki Groove và Capsule được thành lập và trở thành cơ sở chính cho nhạc điện tử Nhật Bản. Ngày nay, các nghệ sĩ mới như là như Polysics ngầm thể hiện lòng tôn trọng tới những người làm nên kỷ nguyên của dòng nhạc này. Yasutaka Nakata của Capsule đứng đằng sau sự thành công của các nhóm nhạc pop điện từ như Perfume và Kyary Pamyu Pamyu, cả hai đều gặt hái được thành công ở trong và ngoài nước; Kyary đặc biệt đã được phong là " đại sứ Kawaii Harajuku" nhờ sự nổi tiếng thấy rõ ở ngoài nước.

### Nhạc dân gian
Những ban nhạc dân gian như Shang Shang Typhoon hay The Boom trở nên nổi tiếng vào cuối những năm 1980. Những ban nhạc dân gian Okinawa như là Nenes hay Kina nhận được thành công về mặt thương mại lẫn trong giới phê bình. Điều này dẫn đến một thế hệ thứ hai của dòng nhạc Okinawa, tiếp theo sự thành công của nhóm Rinken. Các nhóm nhạc đó bao gồm cả các ban nhạc quay trở lại như Champluse hay Kina, được dẫn dắt bởi Kikusuimaru Kawachiya.

### Nhạc latin, raggae và ska
Một vài thể loại nhạc khác từ Indonesia, Jamaica và một số nơi khác cũng được đồng hóa. Nhạc soukous Chây Phi hay là nhạc Latin, như của Orquesta de la Luz (オルケスタ・デ・ラ・ルス), khá nổi tiếng cũng như là nhạc reggae và ska, ví dụ như nhóm Mice Teeth, Mute Beat, La-ppisch, Home Grown, Ska Flames, Determinations, và Tokyo Ska Paradise Orchestra.

### Noise music (âm nhạc tiếng ồn)
Một thể loại nữa được công nhận tại Nhật Bản đó chính là "noise music". Tại Nhật Bản, nó cũng có tên gọi khác là "Japanoise". Đại điện nổi tiếng nhất cho thể loại nhạc này đó là Masami Akita với dự án âm nhạc Merzbow.

### Nhạc chủ đề
Nhạc chủ đề sáng tác cho phim, anime (anison (アニソン)), tokusatsu, và phim truyền hình Nhật Bản cũng được xem là một thể loại nhạc. Một vài nghệ sĩ và nhóm nhạc đã dành cả sự nghiệp âm nhạc của mình để trình diễn và sáng tác nhạc phim. Các nghệ sĩ đó là Masato Shimon (hiện giữ kỷ lục thể giới cho bài hát đơn thành công nhất ở Nhật Bản với bài "Oyoge! Taiyaki-kun"), Ichirou Mizuki, tất cả các thành viên của JAM Project, Akira Kushida, Isao Sasaki, và Mitsuko Horie. Các nhạc sĩ sáng tác nhạc chủ đề đáng chú ý bao gồm bao gồm Joe Hisaishi, Michiru Oshima, Yoko Kanno, Toshihiko Sahashi, Yuki Kajiura, Kōtarō Nakagawa và Yuuki Hayashi.

### Nhạc trò chơi (Nhạc game)
Khi trò chơi điện tử đầu tiên được bán ra, bên trong chúng chỉ có một con chíp âm thanh hết sức thô sơ. Nhưng khi công nghệ phát triển, chất lượng âm thành và nhạc trong các trò chơi đã được cải thiện đáng kể. Trò chơi đầu tiên được đánh giá cao về âm thanh là Xevious, đồng thời cốt truyện sâu sắc cũng được chú ý. Mặc dù nhiều trò chơi có những bản nhạc hay nhưng loạt trò chơi mang tên Dragon Quest lại hết sức quan trọng đối với lịch sử nhạc game. Koichi Sugiyama tham gia vào dự án game Dragon Quest chỉ vì tò mò và muốn chứng minh rằng trò chơi có thể có những bản nhạc hay. Ông còn là một nhà soạn nhạc được biết đến với những bản nhạc trong anime và chương trình truyền hình, trong đó có Cyborg 009 và bộ phim Godzilla vs. Biollante. Cho đến khi ông tham gia, nhạc và âm thanh thường bị sao nhãng trong quá trình thiết kế trò chơi và những nhà lập trình không có nhiều trình độ nhạc lý bị ép phải viết nhạc. Không nản chí bởi những giới hạn về kỹ thuật, Sugiyama chỉ làm việc với duy nhất 8 phần phức điệu để tạo ra các bản nhạc không làm người chơi cảm thấy nhàn chán sau khi chơi hàng giờ.
Một tác giả sáng tác nổi tiếng khác là Nobuo Uematsu. Những tác phẩm đầu tay của ông cho trò chơi Final Fantasy trên hệ máy Famicom (Nintendo ở Mỹ), có thể được dàn xếp cho những bản hòa nhạc. Năm 2003, ông tạo ra những bản nhạc rock dựa trên những tác phẩm của mình và cùng lập ra ban nhạc The Black Mages.
Yasunori Mitsuda là nhà soạn nhạc cho những tựa game như Xenogears, Xenosaga Episode I, Chrono Cross, và Chrono Trigger.
Koji Kondo, quản lý âm thanh cho Nintendo, cũng hết sức có tiếng trong lĩnh vực nhạc trò chơi điện tử Nhật Bản. Ông được biết đến với những bản nhạc trong trò Zelda và Mario.
Jun Senoue nổi danh nhờ sáng tác những bài nhạc trong game Sonic the Hedgehog. Ông ấy cũng là tay chơi ghita chính của Crush 40, đồng thời cũng được biết đến qua các bản nhạc chủ đề của trò chơi Sonic Adventure, Sonic Adventure 2, Sonic Heroes, Shadow the Hedgehog, và Sonic and the Black Knight, cũng như các trò Sonic khác.
Motoi Sakuraba là một nhà sáng tác nổi tiếng khác. Ông biết đến qua các dòng game Tales of, Dark Souls, Eternal Sonata,Star Ocean, Valkyrie Profile, Golden Sun, và the Baten Kaitos, và nhiều phần của tựa game Mario sports.
Yuzo Koshiro được chú ý qua việc tạo ra những bản nhạc electronic dành cho game như là Revenge of Shinobi và loạt game Streets of Rage.
Nhóm nhạc techno/trance I've Sound đã tự tạo tên tuổi cho bản thân qua việc sáng tác nhạc chủ đề cho các công ty game eroge và rồi tham gia vào lĩnh vực anime. Không giống những nhóm khác, I've sound có những fan hâm mộ khác thế giới thông qua các trò chơi eroge và anime.
Ngày nay, các bản nhạc game được bản trên đĩa cũng như tải trên các trang web hoặc phần mềm như iTunes. Các ca sĩ nổi tiếng như Hikaru Utada, Mizuki Nana và BoA đôi khi cũng tham gia vào các bài hát trong game, và các ca sĩ cũng qua đó mà gây dựng tên tuổi.